# 메타피디아

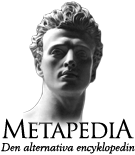
메타피디아 로고

메타피디아(Metapedia)는 문화, 예술, 과학, 철학, 정치학에 중점을 둔 다언어 전자 백과사전이다. 백인 우월주의, 신나치주의, 극우의 관점이 포함된 것으로 간주된다. 2006년 10월 26일 스웨덴어판과 함께 공식 출범하였다. 영어판은 2007년 4월 28일에 출범했다. 헝가리어판은 가장 많이 발전하여 2013년 9월 27일 기준으로 144,189건의 문서를 보유하고 있다.

## 같이 보기
- 대안우파
- 극우
- 유럽의 파시즘
- 갭 (소셜 네트워크)
- 신우익

## 참조
1. ↑  Adam G. Klein (June 2010). 《A Space for Hate: The White Power Movement's Adaptation Into Cyberspace》. 93, 104–105쪽. ISBN 978-1-936117-07-9.
2. ↑  Haines, Lester (2007년 7월 23일). “Conservapedia too pinko? Try Metapedia - Aryans battle 'Cultural Marxism'”. 《Theregister.co.uk》. Situation Publishing. 2011년 6월 28일에 원본 문서에서 보존된 문서. 2011년 3월 9일에 확인함.
3. ↑  Schweyer, Cléo (2009년 7월 15일). “L'extrême droite s'offre une seconde jeunesse sur le web”. 《cafebabel.fr》 (프랑스어). Babel International. 2011년 7월 20일에 원본 문서에서 보존된 문서. 2011년 3월 9일에 확인함.
4. ↑  "Metapedia" als nationales Pendant zu "Wikipedia" (i.e "Metapedia" as a nationalist counterpart to "Wikipedia") from: "Report by the NRW Office for the Protection of the Constitution for the year 2008" by the Ministry of Interior of North Rhine-Westphalia. pp. 59f. (독일어)
5. 1 2  “Metapedia - Introduction”. 《metapedia》. Metapedia. 2011년 2월 28일에 원본 문서에서 보존된 문서. 2011년 3월 8일에 확인함.
6. ↑  “Versionshistorik för "Huvudsida"”. 《sv.metapedia。org》 (스웨덴어). Metapedia. 2017년 1월 31일에 원본 문서에서 보존된 문서. 2011년 3월 8일에 확인함.
7. ↑  “Revision history of "Main Page"”. 《en.metapedia。org》. Metapedia. 2017년 1월 31일에 원본 문서에서 보존된 문서. 2011년 3월 8일에 확인함.
8. ↑  “Kezdőlap” |url= 값 확인 필요 (도움말). 《hu.metapedia。org》 (헝가리어). Metapedia. 2013년 9월 27일에 확인함.